# ريتا برادشاو
ريتا برادشاو (بالإنجليزية: Rita Bradshaw)‏ (1950، نورثامبتون في المملكة المتحدة)؛ روائية بريطانية.